# 樂游原

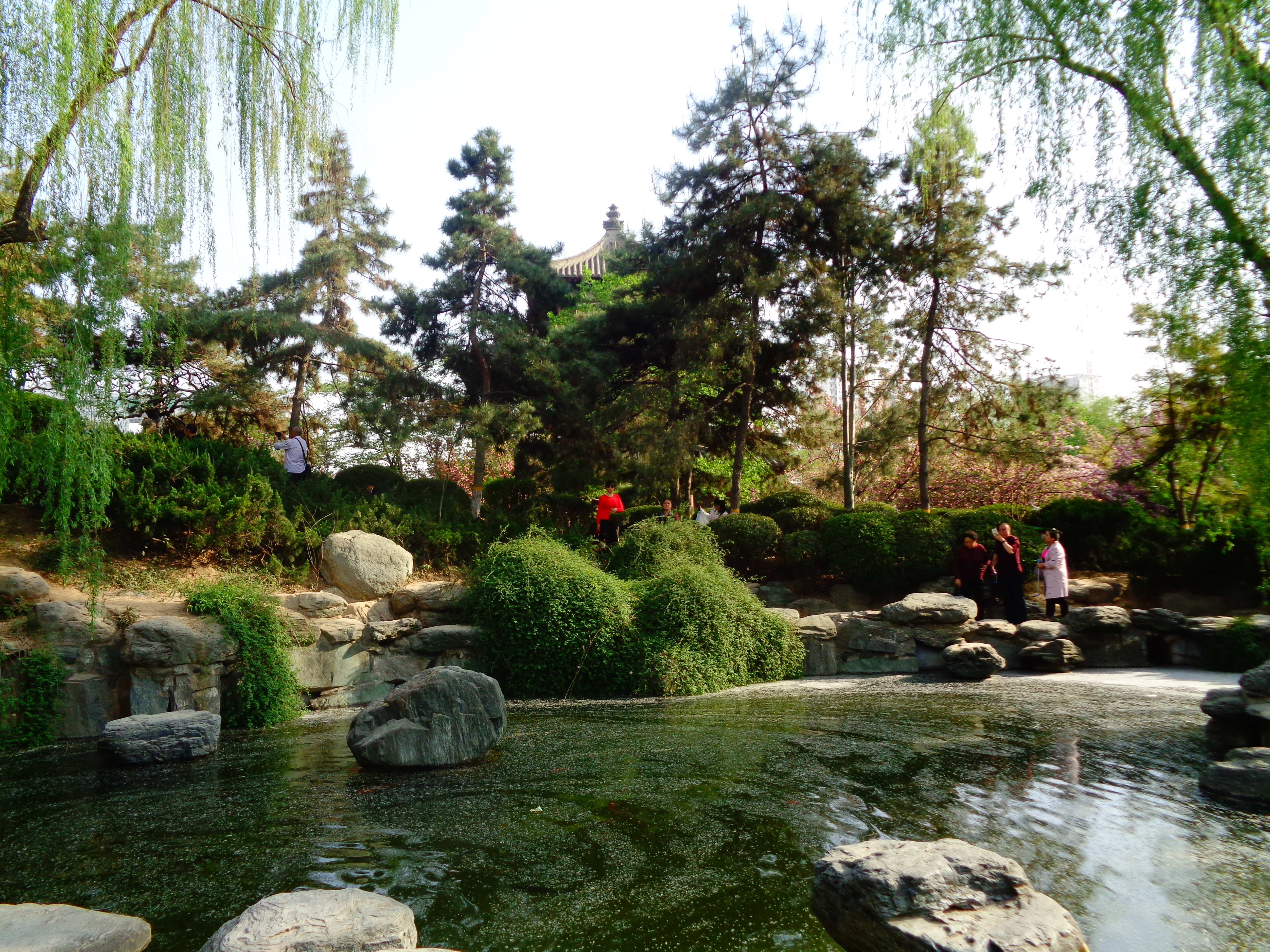

乐遊原又名乐游阙、乐游苑，亦名乐游園、鸿固原，因西汉宣帝曾在此立乐游庙而得名。乐游原是唐长安城内东南角的一块高地，是当时长安城内的制高点。
唐代诗词中多有提及乐游原的作品，如李商隐《乐游原》：“向晚意不适，驱车登古原；夕阳无限好，只是近黄昏。”又如李白《忆秦娥》：“乐游原上清秋节，咸阳古道音尘绝，音尘绝，西风残照，汉家陵阙。”杜甫《樂遊園歌》:“樂遊古園崒森爽，煙綿碧草萋萋長。”
乐游原位于现在的西安市东南，位置在南二环（东段）以南，西影路以北。青龙寺就在这里。